# Korpule
Korpule so naselje v Občini Šmarje pri Jelšah.